# خربة جراعة
خربة جراعة أو خربة جرّة هو موقع أثري يقع في الضفة الغربية، ويحتوي على بقايا مستوطنة من العصور الوسطى.

## علم الآثار
قام بورات، ثم فينكلشتاين وآخرون، بمسح الموقع. يعود تاريخ قطع الفخار التي عُثر عليها هنا إلى العصر الصليبي / الأيوبي، والعصر المملوكي، وأوائل العصر العثماني، إلى جانب قطعتين فخاريتين من العصر الحديدي الثاني.
تم وصف الموقع بأنه "محفوظ جيدًا" من قبل فينكلشتاين وآخرين، ويتميز الموقع بمباني متناثرة، بعضها يحتفظ بقببه الأصلية.
ومن بين ملاحظات بوريت وجود مسجد. وتشير السجلات الصادرة عن إدارة الآثار الإلزامية أيضًا إلى وجود مسجد به محراب.

## تاريخ
خربة جرارة هي موقع جرارة، وهي مدينة من العصور الوسطى ورد ذكرها في نص فرنجي يعود تاريخه إلى عام 1166. تم توثيق المدينة إلى جانب العديد من المواقع الأخرى القريبة. وقد حدد كوندر وكيتشنر خربة جرارة مع غاريا، كما هو موضح في خريطة مارينو سانوتو.
ويذكر السخاوي عالمًا حنبليًا بارزًا ولد في خربة جراح عام 1422.

### العصر العثماني
تم دمج القرية في الدولة العثمانية في عام 1517 مع كامل فلسطين، وفي عام 1596 ظهرت تحت اسم جرارة في سجلات الضرائب باعتبارها تقع في ناحية جبل القبل، وهي جزء من سنجق نابلس. وكان عدد سكانها 6 أسر، كلها مسلمة. كان القرويون يدفعون معدل ضريبة ثابت بنسبة 33.3% على مختلف المنتجات، مثل القمح والشعير والمحاصيل الصيفية والزيتون والماعز و/أو خلايا النحل، ومعصرة الزيتون أو العنب، بالإضافة إلى "الإيرادات العرضية"؛ بإجمالي 2700 آقجة. تذكر السجلات العثمانية خربة جرارة كمستوطنة صغيرة، وربما كانت عزبة.
وفقًا لـ إدوارد هنري بالمر، فإن الاسم يعني: "أطلال التل الرملي الذي تزدهر فيه النباتات".

## روابط خارجية
- مسح غرب فلسطين، الخريطة رقم 14: سلطة الآثار الإسرائيلية، ويكيميديا كومنز